# Galesville
Galesville é uma cidade localizada no estado norte-americano de Wisconsin, no Condado de Trempealeau.

## Demografia
Segundo o censo norte-americano de 2000, a sua população era de 1427 habitantes.
Em 2006, foi estimada uma população de 1442, um aumento de 15 (1.1%).

## Geografia
De acordo com o United States Census Bureau tem uma área de
3,0 km², dos quais 2,8 km² cobertos por terra e 0,2 km² cobertos por água. Galesville localiza-se a aproximadamente 222 m acima do nível do mar.

## Localidades na vizinhança
O diagrama seguinte representa as localidades num raio de 20 km ao redor de Galesville.